# نیکلاس هایک

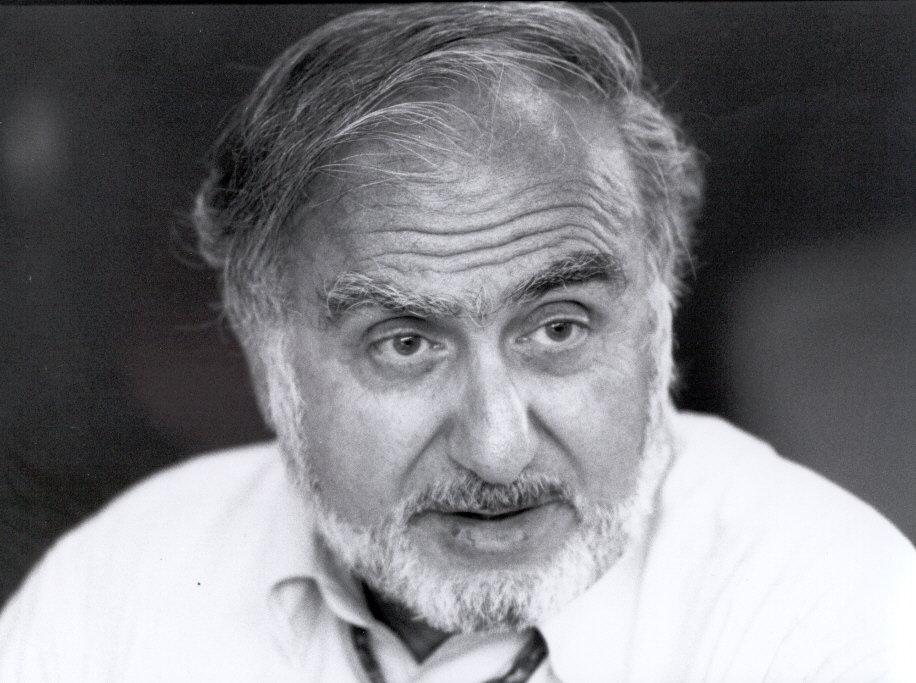
Nicolas Hayek (1992)

نیکلاس هایک (به انگلیسی: Nicolas Hayek) (زاده ۱۹ فوریه ۱۹۲۸ - درگذشته ۲۸ ژوئن ۲۰۱۰) کارآفرین، بازرگان و مدیر ارشد اجرایی سوئیسی-لبنانی بود، که در سال ۱۹۸۳ گروه سواچ را تأسیس نمود.
هایک در دهه‌های ۱۹۸۰ و ۱۹۹۰ اقدام به راه‌اندازی یا تصاحب و خریداری چندین برند مشهور ساعت نمود، که برای نمونه می‌توان به برندهای سواچ، امگا اس‌آ، رادو، تیسوت، کلوین کلاین و بریژیت اشاره کرد.